# Брэнди и Мистер Вискерс
Брэнди и Мистер Вискерс (англ. Brandy & Mr. Whiskers) — американский анимационный сериал производства Walt Disney Television Animation, повествующий о приключениях избалованной собачки Брэнди Хэрингтон и неряшливого кролика Мистера Вискерса в джунглях Амазонки, куда они случайно попали, выпав из самолёта. Оригинальная трансляция шоу длилась с августа 2004 года по август 2006 года. Всего в сериале 78 эпизодов (2 сезона по 42 и 36 эпизодов).

## Сюжет
Знакомство главных персонажей происходит в багажном отделении самолёта, пролетающего над джунглями Южной Америки. Вискерс немедленно предлагает Брэнди свою дружбу, но собачка реагирует на это очень холодно. Вскоре по вине Вискерса оба героя выпадают из самолёта. Чудом пережив падение, они оказываются посреди джунглей. Там им предстоит завести немало новых знакомств и, сгладив недостатки друг друга, стать неким подобием брата и сестры.